# Ektomorf

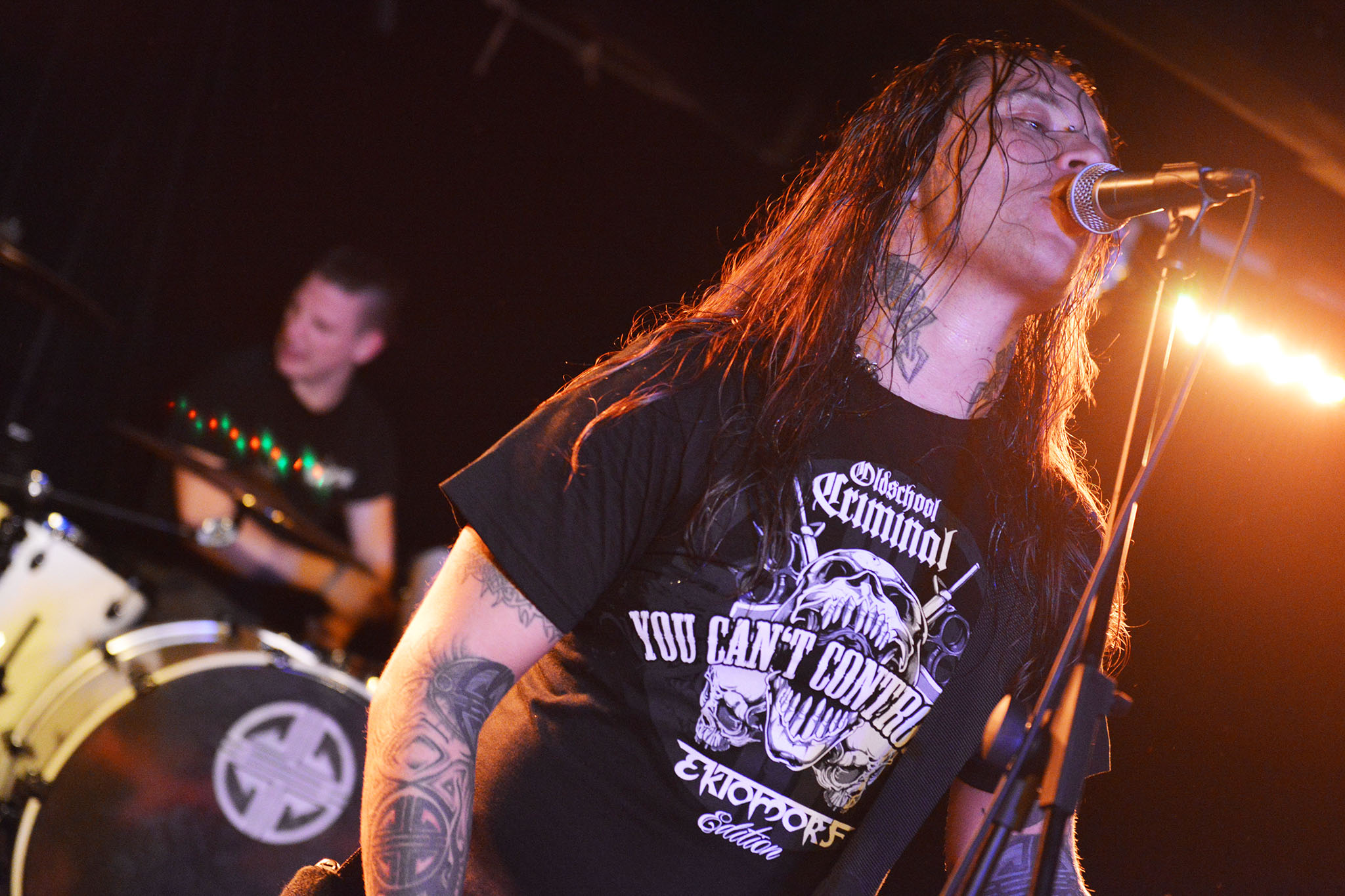
Koncert w Ostrawie (2014)

Ektomorf – węgierska grupa muzyczna wykonująca groove metal z wpływami romskiej muzyki folkowej.

## Historia
Grupa powstała w 1993 na Węgrzech w niewielkiej miejscowości Mezőkovácsháza niedaleko granicy z Rumunią. Zespół założyli dwaj bracia: Zoltán (wokalista, gitarzysta) i Csaba (gitarzysta basowa) Farkasowie. Pierwszy z nich nadał nazwę grupie trafiając w prasowym artykule na słowo opisujące chorobę. Po spędzeniu pewnego czasu w podziemiu i napisaniu materiału muzycznego, zespół podpisał kontrakt z mało znaną wytwórnią i w 1996 wydał swój pierwszy album "Hangok" (pol. "Głosy"). Muzyczna mikstura jaką grali była mieszanką thrash metalu, hardcore'u, punka i cygańskiego folkloru. Za sprawą tego nagrania Ektomorf zyskał popularność w kraju, zaś wraz z kolejnymi albumami grupa zdobywała znaczenie na międzynarodowej scenie muzycznej, będąc obecnie jedną z najbardziej znanych grup muzycznych z Węgier poza granicami tego kraju. Działalność zespołu związana jest z Niemcami, gdzie zespół nagrywa płyty oraz najwięcej koncertuje. 
Na przestrzeni lat dochodziło do zmian w składzie. Z pierwotnego składu pozostaje już tylko Zoltán Farkas – kompozytor, autor tekstów i "mózg" grupy. Pod koniec 2017 doszło do ponownych zmian w składzie grupy, w wyniku których odeszli trzej członkowie.
Około 2006/2007 menadżerką Ektomorf została Sarah, partnerka życiowa Zoltána Farkasa.

## Twórczość
Tłem dla kariery i popularności zespołu jest konfrontacja muzyków z rasizmem i uprzedzeniem z jakim spotyka się ludność romskiego pochodzenia na Węgrzech. Teksty utworów poruszają spraw dyskryminacji rasowej, społeczeństwa, bólu i gniewu, ale także zarysowana jest silna wola przetrwania oraz pozytywne uczucia. 
Muzyka jest porównywana często do brzmienia brazylijskich grup Sepultura i Soulfly (dotyczy to zarówno muzycznej strony metalowej jak i odniesień do muzyki folk), z czego często czyni się zarzut uznając Ektomorf za powielanie ww. stylów. Ektomorf bywał także określany mianem „węgierskiego Soulfly”. Jak przyznał Zoltán Farkas, zespoły te były dużym wpływem dla Ektomorf, zaś ich główny twórca Max Cavalera jest jego ulubionym muzykiem i idolem, jednak nie uważa się za ich kopię. 
Początkowo teksty piosenek grupy były śpiewane w języku węgierskim, zaś w 1999 Zoltán Farkas postanowił tworzyć je po angielsku.   

## Muzycy
Obecny skład

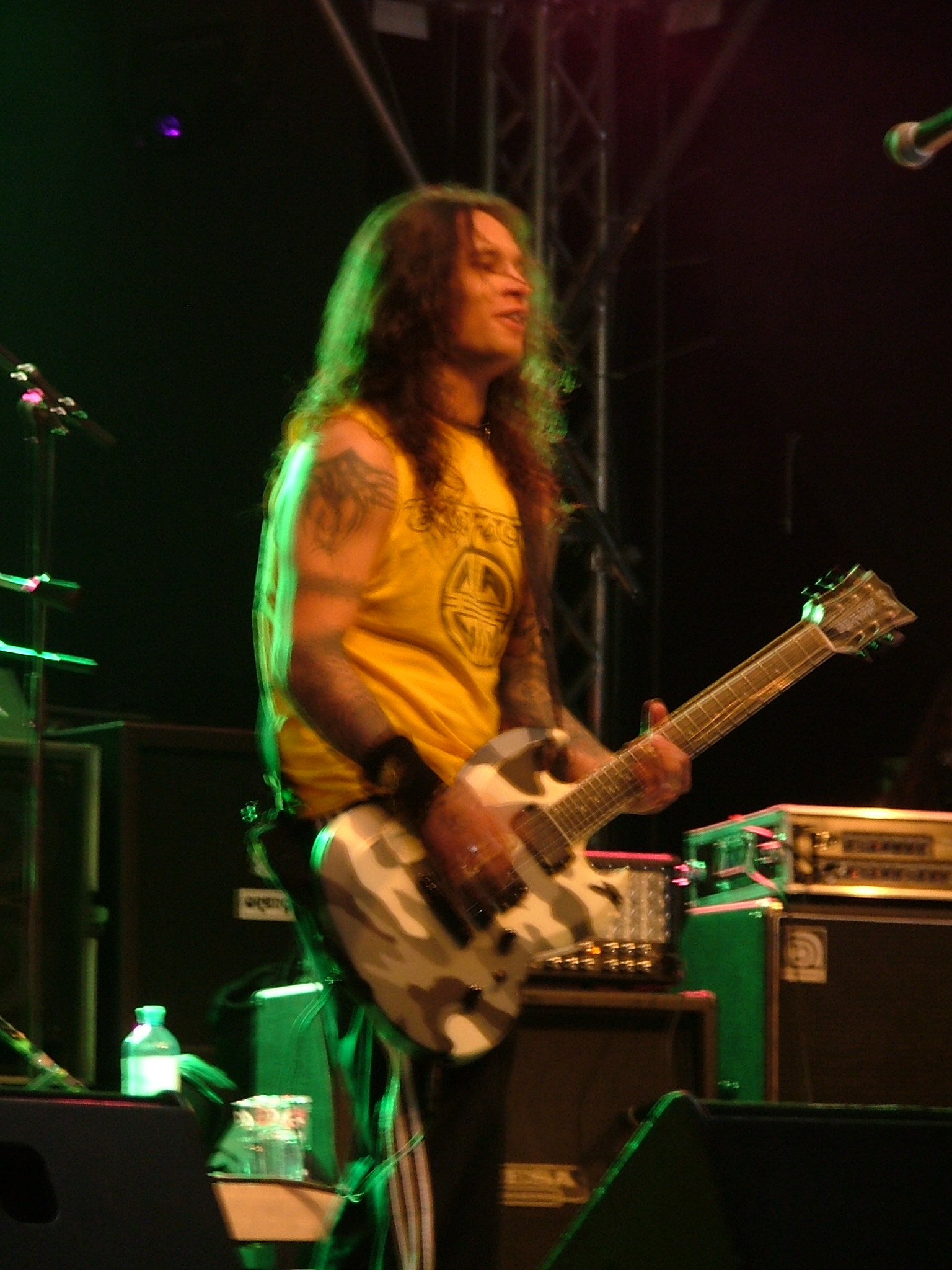
Zoltán Farkas

- Zoltán Farkas – śpiew, gitara rytmiczna (1993-)
- Szebasztián Simon – gitara (2017-)
- Csaba Zahorán – gitara basowa (2018-)
- Dániel Szabó — perkusja (2017-)

Byli członkowie
- Csaba Ternovan – perkusja (1993-2000)
- József "Joci" Szakács – perkusja (2000-2010)
- Mihály Jano – gitara (1993-1997)
- Bela Marksteiner – gitara (1997-1999)
- Lászlo Kovács – gitara (2001-2004)
- Csaba Farkas – gitara basowa (1993-2008)
- Gergely Tarin — perkusja (2010-2011)
- Tamás Schrottner – gitara (2004-2017)
- Zsabolcs Murvai – gitara basowa (2008-2017, wcześniej techniczny[12])
- Róbert Jaksa — perkusja (2011-2017)
- Attila Asztalos – gitara basowa (2017-2018)

## Dyskografia
Albumy studyjne
- Kalyi Jag (2000, Nephilim Records, Last Episode)
- I Scream Up To The Sky (2002, Silverdust Records)
- Destroy (2004, Nuclear Blast)
- Instinct (2005, Nuclear Blast)
- Outcast (2006, Nuclear Blast)
- What Doesn't Kill Me... (2009, AFM Records)
- Redemption (2010, AFM Records)[16]
- The Acoustic (2012, AFM Records)[17]
- Black Flag (2012, AFM Records)[18]
- Retribution (2014, AFM Records)
- Aggressor (2015, AFM Records)
- Fury (2018, AFM Records)
- Reborn (2021, Napalm Records)
- Vivid Black (2023, AFM Records)

Demo i inne
- Holocaust[8]
- Romok Alatt (Demo) (1995, Nephilim Records)
- Hangok (1996, Nephilim Records)
- Ektomorf (1998, Nephilim Records)

Single
- The Gipsy Way (2010, AFM Records)

Albumy koncertowe
- Live and Raw...You Get What You Give  (2005, Nuclear Blast)
- Warpath (Live and Life on the Road) (2017, AFM Records)

Albumy akustyczne
- The Acoustic (2012, AFM Records)

## Teledyski
- "Testvérdal" (1996)[19]
- "A Romok Alatt" (1996)[20]
- "Nem Engedem" (1998)[20]
- "I Know Them" (2004)[20]
- "A.E.A." (z sesji nagraniowej) (2004)[21]
- "Destroy" (2004)[22]
- "Set Me Free" (2005)[20]
- "Show Your Fist" (2005)[20]
- "Outcast" (2006)[20]
- "I Choke" (2007, reż. Roland Rusval, Péter Tokay)[20]
- "It's Up To You" (2009)[20]
- "Last Fight" (2010, reż. Péter Tokay)[23]
- "Sea Of My Misery" (2010, reż. Péter Tokay)[24]
- "The One" feat. Danko Jones (2011)[25]
- "To Smoulder" (2012, reż. Péter Tokay)[26]
- "Unscarred" (2012, reż. Péter Tokay)[27]
- "Black Flag" (2013)[28]
- "Numb and sick" (2014)[29]
- "You Can't Control Me" (2014)[30]
- "Holocaust" (2015)[31]

## Wideografia
- Live and Raw...You Get What You Give (2006, DVD, Nuclear Blast, zawierał też zremasterowaną wersję albumu Kalyi Jag)